# كارل ن. سنو
كارل ن. سنو هو سياسي أمريكي، ولد في 1 يوليو 1930 في سانت جورج في الولايات المتحدة. نشط حزبياً في الحزب الجمهوري. وقد انتخب عضو مجلس ولاية يوتا ‏.